# Хансен, Эйнар
Эйнар Арнольд Хансен (дат. Ejnar Arnold Hansen, 20 декабря 1898 — 26 марта 1947) — датский борец греко-римского стиля, призёр чемпионата Европы.

## Биография
Родился в 1898 году в Нюкёбинге. В 1928 году принял участие в Олимпийских играх в Амстердаме, где занял 5-е место. В 1930 году стал серебряным призёром чемпионата Европы.